# Agios Georgios Papura
Agios Georgios Papura o Papura (en grec, Άγιος Γεώργιος Παπούρα) és una muntanya d'uns 1.000 m d'altitud on hi ha un jaciment arqueològic. És a l'illa de Creta (Grècia), en la unitat perifèrica de Lassithi i al municipi d'Altiplà de Lassithi, a prop dels pobles de Pinakianó i Lagú.
Al jaciment arqueològic s'ha trobat un llogaret que fou construït en el període minoic i que continuà habitat de manera important durant els períodes geomètric i arcaic.
Una de les característiques de l'assentament és la presència d'un santuari del període geomètric on s'han trobat ossos d'animals i figuretes zoomòfiques. També s'hi trobà un tolos de l'edat del ferro primerenca.
S'ha suggerit que aquest llogaret podria ser la ciutat de Datala, documentada en un decret del s. VI ae.